# Callipodida
Callipodida (лат.) — отряд двупарноногих многоножек. 

## Описание
Длина тела 12—100 мм, туловище насчитывает 35—88 сегментов. Глаза с многочисленными омматидиями, расположенными в форме треугольника. Антенны из девяти сегментов, часто длинные. Отряд включает 3 подотряда, 8 семейств, 36 родов и подродов и около 140 видов и подвидов. Большинство видов живет в пещерах, среди камней или в скальных трещинах. Питаются в основном детритом, однако для некоторых видов отмечено хищничество и каннибализм. Встречаются в Средиземноморье, в центральной и юго-восточной Азии, в центральной и южной частях Северной Америки. В ископаемом состоянии известны из мелового бирманского янтаря.

## Классификация
Современные представители отряда Callipodida делятся на три подотряда, 7 семейств и около 130 видов. Род Sinocallipus, составляющий подотряд Sinocallipodidea, считается наиболее примитивной и сестринской группой по отношению ко всем другим Callipodida. Четвёртый вымерший подотряд был описан в 2019 году по виду Burmanopetalum inexpectatum из мелового бирманского янтаря (99 млн лет).
Подотряд Callipodidea
- Callipodidae

Подотряд Schizopetalidea
- Abacionidae
- Caspiopetalidae
- Dorypetalidae
- Paracortinidae
- Schizopetalidae

Подотряд Sinocallipodidea
- Sinocallipodidae

†Подотряд Burmanopetalidea
- †Burmanopetalidae